# Bérenger Saunière
Bérenger Saunière (rojen 11. aprila 1852, Montazels, † 22. januarja 1917, Rennes-le-Château) je bil francoski župnik v Rennes-le-Château, ki je bil špekulativno povezan s Sionskim priorstvom (Prieuré de Sion).

## Življenje
Bérenger Saunière je bil najstarejši sin Marguerite in Josepha Saunièrea, po katerem sta se rodila še tri sinove in tri hčere. Oče je bil župan Montazelsa, upravitelj mlina in upravitelj gradu markiza Cazermajou in nato monsieur de Bourzès. Brat Alfred je postal duhovnik, brat Joseph je umrl v starosti 25 let med študijem medicine. Bérenger se je šolal v šoli sv. Louis v Limouxu.
Leta 1874 je Saunière vstopil v semenišče v Carcassonneju. Tri leta pozneje je bil posvečen za duhovnika in začel je služiti kot vikar v Alet-les-Bainsu. Leta 1882 so ga premestili v La Clat in ga v semenišču v Narbonnu imenovali za profesorja. Toda zaradi disciplinskih prekrškov je bil Saunière premeščen v Rennes-le-Château, kjer je 1. junija 1885 prevzel župnijski urad. Saunière je bil odkrit antirepublikanec, zato ga je prefektura prisilila, da je od decembra 1885 do julija 1886 zapustil svojo skupnost, nato pa je ponovno poučeval v semenišču. Toda pod pritiskom mestne uprave je prefekt svojo odločitev preklical. Leta 1890 je bil Saunièru kot župnija, poleg zelo majhnega Rennes-le-Châteaua, dodeljen še Antugnac.
Saunière je objavljal v številnih verskih revijah (tudi Semaine Religieuse, La Croix, L'éclair, L'Express du Midi) in prejema plačilo. Potem je dobil številna pisma z denarnimi nakazili - iz njegovih zapiskov je mogoče razbrati, da je med letoma 1896 in 1915 prejel plačila za vsaj sto tisoč maš, od katerih jih je lahko prebral le nekaj sto na leto. Ti dohodki so ga naredili za bogataša.
Saunière je obnovil majhno vaško cerkev sv. Marije Magdalene in jo preoblikoval skupaj z Henrijem Boudetom. Leta 1902 je župnik dobil stekleno oko. V župnišču je živel z družino Dénarnaud; vendar se je zelo slabo razumel z mamo Marie Dénarnaud. Zato se je raje zadrževal v zgradbi, ki jo je zgradil poleg pokopališča. Leto kasneje je prišlo do spora med Saunièrejem in Boudetom, ki je prijatelja obtožil »neprimernega življenjskega sloga za duhovnika«.
Med obiskom je novi škof monseigneur Paul-Félix Beuvain de Beauséjour iz Carcassonneja Saunièresa zaprosil za dokumente o izvoru premoženja in porabo sredstev. Župnik se je skušal izogniti izdajanju računov tako, da je večkrat poročal o bolezni. Sledilo je več poskusov obrambe in Saunière naj bi med drugim izjavil, da je našel zaklad, a ga je škof spregledal. Saunière je končno razložil, da vse pripada njegovi hišni sosatnovalki Marie Dénarnaud.
Leta 1911 je bil Saunière razrešen funkcije (suspensus a divinis). Ostal je v Rennes-le-Château. Njegov naslednik duhovnik Marty ni bil uspešen: prebivalci Rennes-le-Château-a, za katere je Saunière finančno skrbel leta prej, na to niso pozabili in so hodili na Saunierejeve maše na zimski vrt njegove vile Béthania. Vendar se denarni tok ni obnovil. Župnik je moral veliko svoje zasebne lastnine prodati.
Saunière se je pritožil v Rim in bil po opravljenem spokornem romanju v Lurd ponovno imenovan za župnika Rennes-le-Château.

## Kasnejši okras
Noël Corbu (1912–1968), nekdanji pisec kriminalk, ki je bil leta 1953 lastnik nepremičnine Saunière, je prvi povedal o čudovitem bogastvu in izumil olepšano zgodbo o domnevno najdenem zakladu.
Corbu je v začetku 1960-ih spoznal Pierra Plantarda, ki je Saunièrijevo legendo prilagodil za lastne namene in vzpostavil odnos s Sionskim priorstvom. Po njegovi različici so Saunierijev zaklad sestavljali predvsem dokumenti, ki jih je Plantard označil za dejanske dediče Merovingov. Saunière je odkril te dokumente, ki jih je župnik Bigou skril v lesenem oltarnem stebru stoletje prej, med obnovitvenimi deli.
Zgodbe so postale osnova večkrat objavljene knjige Sveta kri in sveti gral (originalni naslov The Holy Blood and the Holy Grail) in njegovih dedičev avtorjev Lincoln / Baigent / Leigh, ki so zaklad spremenili v Sveti Gral. Pisatelj Dan Brown je zgodbo nadaljeval v svojem romanu  Da Vincijeva šifra

## Film
- Der Pfarrer und der Heilige Gral. Ein Film von Joshua Whitehead. IMG Entertainment 2014, deutsche Synchronfassung ZDF 2015.